# بهزاد نبوی
بهزاد نبوی (زادهٔ تیر ۱۳۲۱) سیاستمدار ایرانی و از اعضای ارشد سازمان مجاهدین انقلاب اسلامی است. از وی در عرصه سیاست ایران به «چریک پیر» یاد می‌شود.
نبوی دارای مدرک لیسانس الکترونیک از دانشگاه پلی‌تکنیک است و در کارنامهٔ فعالیت‌های اجرایی خود معاون نخست‌وزیر در امور اجرایی در دولت محمدعلی رجایی، محمدرضا مهدوی کنی و میرحسین موسوی، وزیر صنایع سنگین در دولت میرحسین موسوی، نماینده و نایب رئیس مجلس در دورهٔ ششم مجلس شورای اسلامی و ریاست ستاد بسیج اقتصادی در دوران جنگ ایران و عراق را داشته است.

## پیش از انقلاب ۱۳۵۷
بهزاد نبوی در تیر ۱۳۲۱ در تهران در خانواده‌ای تحصیل‌کرده اما فاقد گرایش‌های مذهبی به دنیا آمد. عنوان پایان‌نامهٔ پدرش حسن نبوی، از انقلاب مشروطه تا انقلاب سفید بود که وابستگی او به پهلوی را نشان می‌داد. مادرش شیفته هروآبادی پیش از انقلاب رئیس انجمن پرستاران ایران و عضو هیئت داوران پرستاران نمونهٔ شاهنشاهی بود. خود او دربارهٔ خانواده اش می‌گوید: «نسب پدری من به مرحوم حاج ملاهادی سبزواری می‌رسد… ولی در عین حال پدر بنده متخلق به خصوصیات و خلقیات پدر وجدش نبوده و با آنها از نظر فکری و عقیدتی تشابهی نداشت.»
نبوی پس از دورهٔ ابتدایی و متوسطه وارد دانشگاه امیرکبیر شد و در رشتهٔ مهندسی الکترونیک از آن دانشگاه فوق‌لیسانس گرفت. او فعالیت سیاسی خود را در سال ۱۳۳۹ با جبههٔ ملی آغاز کرد. سپس با مصطفی شعاعیان مبارز مارکسیست که پیرو مکتب لئون تروتسکی بود، آشنا شد. نبوی به‌دلیل فعالیت‌های سیاسی در دانشگاه دو بار بازداشت شد. او در دورهٔ دانشجویی، ممنوع‌الخروج و در مؤسسات دولتی ممنوع‌الاستخدام بود. نبوی در سال ۱۳۴۷ به همراه سه نفر دیگر از جمله مصطفی شعاعیان، رضا عسگریه و پرویز صدری، جبهه دموکراتیک خلق را تأسیس کرد که تشکلی مخفی و مسلح بود. وی از خرداد ۱۳۵۱ به دلیل تحت تعقیب بودن به‌طور مخفیانه زندگی می‌کرد. اسم مستعار او در این دوران حمید جهان‌بین بود.

نبوی تا سال ۱۳۵۱ در سازمان‌هایی مانند آرسی‌ای، آی‌بی‌ام و مایکو مشغول به کار شد. آخرین بازداشت او مربوط به سال ۱۳۵۱ بود. او نحوه بازداشت خود را اینگونه شرح می‌دهد:
«یک روز ساعت چهار صبح، قبل از آن که برای نماز بیدار شوم، ناگهان با سرو صدایی از خواب پریدم. یواشکی از پنجره به داخل حیاط نگاه کردم؛ دیدم ساواکی‌ها دور تا دور حیاط خانه، با مسلسل و یوزی ایستاده‌اند. به پشت ساختمان رفتم، متأسفانه خانه را طوری ساخته بودند که اطرافش باز بود و به ساختمان‌های دیگر راه نداشت. دیدم پشت ساختمان را هم محاصره کرده‌اند. آن موقع به همراه خودم اسلحه نداشتم، تنها یک سیانور داشتم، آن را در دهانم گذاشتم و پس از چند لحظه دستگیر شدم. خوشبختانه یا متأسفانه سیانور کار نکرد.»
نبوی که تا این زمان مارکسیست بود، در زندان به سازمان مجاهدین خلق ایران گرایش یافت و اعتقادات التقاطی آن‌ها را پذیرفت. او در زندان با افرادی همچون مسعود رجوی، موسی خیابانی و پرویز یعقوبی ارتباط داشت. او همچنین در زندان با افرادی همچون محمدعلی رجایی و عباس دوزدوزانی آشنا شد. با اعلام تغییر ایدئولوژی سازمان مجاهدین خلق از اسلام به مارکسیسم، نبوی از آن‌ها جدا شد. او به مدت بیست ماه در زندان انفرادی بود که یک سال آن را در زندان اوین و بقیه را در زندان قزل قلعه گذراند. او به حبس ابد محکوم گردید که در مرحلهٔ تجدید نظر به دو سال حبس محکوم شد. بهزاد نبوی دربارهٔ دوران زندان انفرادی‌اش می‌گوید: «زندان اوین شرایط سخت‌تری داشت. در اوین نه ملاقاتی داشتیم و نه اجازه هواخوری منظم می‌دادند. گاهی تا دو ماه به هواخوری نمی‌رفتیم. روزی ده ساعت در سلول پیاده‌روی می‌کردم تا مقاومت کف پا برای شلاق بالا رود.»
در زندان کسانی که بعد از «ارتداد» مجاهدین از آن‌ها جدا شده بودند، تحت عنوان «امت واحده» گروه جدیدی را تشکیل دادند. نبوی، صادق نوروزی، مهدی نیک‌دل و محمد سلامتی از شاخص‌ترین این افراد بودند. با این حال، این افراد تا مدت‌ها با اعضای مجاهدین در ارتباط بودند. در جریان انقلاب ۱۳۵۷، نبوی و همراهانش از زندان آزاد شدند. با پیروزی انقلاب گروه‌های مبارز مسلح با گرایش مذهبی تصمیم به تشکیل سازمانی در مقابل مجاهدین خلق گرفتند. نبوی هم در تأسیس این سازمان، که سازمان مجاهدین انقلاب اسلامی نام گرفت، شرکت کرد.

## پس از انقلاب ۱۳۵۷

### مسئولیت‌های بعد از انقلاب
بهزاد نبوی از بهمن ۱۳۵۷ تا مرداد ۱۳۵۸ عضو کمیته مرکزی انقلاب اسلامی بود. پس از آن تا آبان ۱۳۵۸ به صورت تمام وقت در سازمان مجاهدین انقلاب اسلامی به فعالیت می‌پرداخت. در آبان ۱۳۵۸ با حکم شورای انقلاب اسلامی به عضویت شورای سرپرستی صدا و سیما درآمد. در شهریور ۱۳۵۹ و با انتخاب محمدعلی رجایی به عنوان نخست‌وزیر، به سمت وزیر مشاور در امور اجرایی منصوب شد. همچنین وی در دولت محمد علی رجایی مسئولیت سخنگوی دولت و رئیس ستاد بسیج اقتصادی را نیز بر عهده داشت. از دیگر فعالیت‌های مهم او در این دوره مدیریت مذاکرات مربوط به آزادسازی گروگان‌های آمریکایی بود که به بیانیه الجزایر منتهی گردید.
فعالیت اصلی سازمان مجاهدین انقلاب اسلامی در آن زمان، کمک به تثبیت نظام از طریق «مبارزهٔ بی‌امان با عوامل ضدانقلاب» بود. نبوی در این زمان، به نمایندگی از سازمان در کمیتهٔ مرکزی انقلاب مشغول فعالیت بود. اما پس از مدتی در سازمان، اختلالاتی بروز پیدا کرد. جناح نبوی و همراهانش که به جناح چپ سازمان معروف شده بودند، در مقابل جناح راست و نیز حسین راستی کاشانی، نمایندهٔ سید روح‌الله خمینی در سازمان قرار گرفتند. در پس اختلافات گروه نبوی با نمایندهٔ سید روح‌الله خمینی، در دیدار با اعضای سازمان خمینی تصریح کرد که کسانی مایل به همکاری با راستی نیستند، استعفا دهند. بدین ترتیب در ۳۰ دی ۱۳۶۱، چهار ماه پس از اعلام نظر خمینی، جناح چپ سازمان، به رهبری نبوی به‌طور دسته‌جمعی از سازمان استعفا کردند.
بهزاد نبوی در دو دولت میر حسین موسوی وزیر صنایع سنگین بود. وی در اواخر دورهٔ جنگ ایران و عراق با معرفی دولت و حکم هاشمی رفسنجانی به عنوان مسئول پشتیبانی ستاد فرماندهی کل قوا منصوب شد. پس از وزارت صنایع سنگین تا خرداد ۱۳۷۶ مشاور مدیرعامل شرکت مپنا و عضو هیئت مدیره شرکت پتروپارس بود. از سال ۱۳۷۹ به مدت چهار سال نماینده و نایب رئیس مجلس ششم بود که در اعتراض به «نظارت استصوابی» به همراه ۱۳۸ نماینده دیگر استعفا کرد.
بهزاد نبوی به‌همراه علی اکبر محتشمی از جمله پیشروان حرکت اصلاح‌طلبی در ایران بودند که در انتخابات مجلس سال ۱۳۹۴ توسط شورای نگهبان از شرکت در انتخابات منع شدند.

### بازداشت و زندان پس از انتخابات دهم ریاست جمهوری

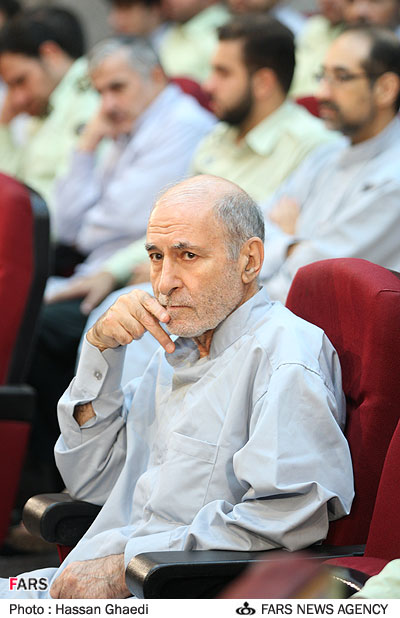
نبوی در دادگاه متهمان به کودتای مخملی

بهزاد نبوی در پی حوادث پس از انتخابات ریاست جمهوری دورهٔ دهم، یک‌روز بعد از انتخابات بازداشت شد. وی در ۹ مهر ۱۳۸۸، به دلیل وخامت حالش از زندان روانه بیمارستان شد و تحت عمل جراحی قرار گرفت. وی در تاریخ ۵ آذر ۱۳۸۸ به منظور مرخصی ۱۰ روزه آزاد شد. در همین حال خبرگزاری ایلنا این خبر را با عنوان «آزادی بهزاد نبوی قوت گرفت» منتشر کرد. وی در تاریخ ۲۹ دی ۱۳۸۸ به شش سال حبس تعزیری محکوم گردید. وی در روز نخست خرداد ۱۳۹۳ با پایان یافتن دوران محکومیتش از زندان اوین آزاد شد. ولی به دلیل اتهام به فعالیت تبلیغی علیه نظام در زندان، با حکم شعبه ۲۸ دادگاه انقلاب به یک سال حبس تعزیری محکوم شد؛ ولی به تشخیص رئیس دادگاه مبنی بر وضعیت جسمی نابسامان وی، مجازات حبس او را به ۱۰ میلیون تومان جزای نقدی بدل از حبس، تغییر کرد.
انتشار عکسی از بهزاد نبوی در روز انتخابات ۷ اسفند ۱۳۹۴ درحالی‌که عصازنان برای شرکت در انتخابات مجلس دهم و مجلس خبرگان پنجم به حوزهٔ رای‌گیری می‌رفت بازتاب گسترده‌ای در رسانه‌های فارسی‌زبان داشت. این عکس که از کهولت و خمودگی نبوی حکایت می‌کرد باعث شگفتی رسانه‌ها شد.

## دیدگاه‌ها
او معتقد است اعتراضات دی ۱۳۹۶ و آبان ۱۳۹۸ به جامعهٔ مدنی ایران ضرر زده و به کشور آسیب وارد کرده است. او همچنین عدم همراهی اصلاح‌طلبان با اعتراضات دی ۱۳۹۶ را عاقلانه دانسته است.
نبوی دربارهٔ بازداشت تاج زاده نوشت: حرکت بزرگ اصلاحی مردم در سه دههٔ اخیر نیز، چیزی جز احیا و تقویت همان اهداف متعالی ملت در جریان انقلاب را هدف خود قرار نداده بود و اصلاح‌جویان، در پی زدودن پیرایه‌ها و کژی‌های ایجاد شده در مسیر مستقیم تحقق میثاق‌های اولیه ملت و حاکمیت برآمده از انقلاب بودند و هستند.
بهزاد نبوی در واکنش به خیزش ۱۴۰۱ ایران گفت: «به‌رغم شرایط نامساعد برای ادامه فعالیت سیاسی، کماکان باید حرکت اصلاحی را ادامه دهیم. فی‌المثل در ماجرای مهسا امینی جبهه در اولین روز، بیانیه داد و به رئیس قوه قضائیه نامه نوشت، ولی قطعاً نمی‌توانیم با معترضان کف خیابان که شعارهای براندازانه می‌دهند، همسو شویم».

## برای مطالعهٔ بیشتر
- «بهزادنبوی:تندرو محسوب می‌شدم/ می‌خواستند قاتل رجایی معرفی‌شوم/ از زبان بازجوها ازعشق همسرم خبردارشدم». خبرآنلاین. ۱۱ فروردین ۱۳۹۷.